# Pokolj u Kijevu Dolu 13. studenoga 1991.
Pokolj u Kijevu Dolu 13. studenoga 1991. je bio ratni zločin kojeg su počinili velikosrpski pripadnici JNA za vrijeme Domovinskog rata.
U ovom ratnom zločinu velikosrpski su teroristi u selu Kijevu Dolu pobili 8 staraca. To je bio prvi masovni zločin nad civilnim stanovništvom u BiH.
Selo je imalo hrvatsku relativnu većinu te je kao takvo bilo prepreka velikosrpskim osvajačima čija je namjera bila osvojiti i etnički očistiti taj prostor od Hrvata.

## Poveznice
- Popis masovnih zločina nad Hrvatima u Domovinskom ratu